# Dennis Hastert
John Dennis Hastert (Aurora, 2 de janeiro de 1942) é um político republicano estadunidense que exerceu o mandato de Presidente da Câmara dos Representantes dos Estados Unidos de 1999 a 2007.

## Biografia
É um ex-político americano e criminoso condenado que representou o distrito congressional 14 de Illinois 1987-2007 e serviu como o 51º Presidente Câmara dos representantes de 1999 a 2007, o mais antigo republicano presidente da Câmara na história. Depois de ser condenado por crimes financeiros relacionados ao pagamento de suborno para encobrir incidentes repetidos de abuso sexual infantil, ele se tornou o oficial eleito de mais alta patente na história dos Estados Unidos a cumprir pena de prisão.
De 1965 a 1981, Hastert foi professor do ensino médio e treinador na Yorkville High School em Yorkville, Illinois. Ele perdeu uma candidatura em 1980 para a Câmara dos Representantes de Illinois, mas concorreu novamente e ganhou uma cadeira em 1981. Ele foi eleito pela primeira vez para a Câmara dos Representantes dos Estados Unidos em 1986 e foi reeleito a cada dois anos até se aposentar em 2007. Hastert ascendeu na hierarquia republicana na Câmara, tornando - se vice-presidente da Câmara em 1995 e presidente da Câmara em 1999. Como presidente da Câmara, Hastert apoiou as políticas externa e interna do governo de George W. Bush. Depois que os democratas assumiram o controle da Câmara em 2007, após as eleições de 2006, Hastert recusou-se a buscar a posição de líder da minoria, renunciou à sua cadeira na Câmara e se tornou um lobista na firma de Dickstein Shapiro.
Em 28 de maio de 2015, Hastert foi indiciado por acusações federais de estruturação de saques bancários para contornar as exigências de relatórios bancários e fazer declarações falsas a investigadores federais. Os promotores federais disseram que os fundos retirados por Hastert foram usados como dinheiro não contabilizado para esconder a conduta sexual anterior de Hastert. Em outubro de 2015, Hastert celebrou um acordo de confissão de culpa com os promotores. Sob o acordo, Hastert se declarou culpado da acusação; a acusação de fazer declarações falsas foi retirada. Em petições judiciais apresentadas em abril de 2016, promotores federais alegaram que Hastert havia molestado pelo menos quatro meninos de 14 anos de idade durante seu tempo como treinador de luta livre no colégio. Em uma audiência de sentença, Hastert admitiu que abusou sexualmente de meninos que ele treinou. Referindo-se a Hastert como um "molestador serial de crianças", um juiz federal impôs uma sentença de 15 meses de prisão, soltura supervisionada de dois anos e multa de US$ 250 000. Hastert foi preso em 2016 e foi libertado 13 meses depois. 